# Sultanato de Adel
El sultanato de Adel o de Adal fue un Estado islámico del este de África, ubicado al suroeste del golfo de Adén, en la región de Adal. Sus capitales fueron Dakkar, Zeila y, durante casi toda su existencia, Harar Jugol (hoy Etiopía, Eritrea y Yibuti).

## Historia

### Nacimiento

Reconstrucción de la bandera del rey de Zeila sobre la base de una crónica portuguesa del.

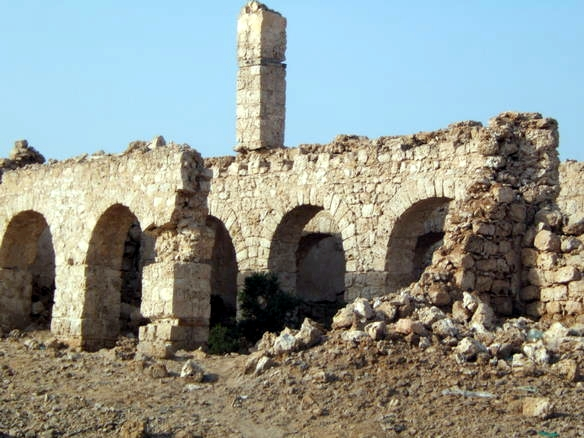
Ruinas de un edificio construido por los sultanes de Adel o Adal en Zeila.

Adel nació como un sultanato a partir de otro anterior, el de Ifat, un Estado somalí vasallo de Etiopía con Zeila como capital. Ifat se independizó totalmente de Etiopía y comenzó su expansión como Adel.

### Guerras contra Etiopía
Su rivalidad con la Etiopía cristiana comenzó en el siglo XIV. En el año 1527 Adel, de la mano el imán Ahmad ibn Ibrihim al-Ghazi, que recibía el apodo de Gran Zurdo, lanzó una serie de ataques contra Etiopía, conquistando las regiones de Bale y Hadya. En 1528 volvió a combatir a los etíopes y tras derrotarlos tomó Amhara y Lasta en 1533. Para 1533 poseía también Tigré, con lo que dominaba tanto el sur como el norte de Etiopía. Dos años después Etiopía, cercada y asolada por los musulmanes, que quemaban sus iglesias y obligaban a la población de religión cristiana a convertirse al islam, pidió ayuda a los portugueses. Éstos, liderados por Cristóbal de Gama, acudieron a la vez que el imperio otomano apoyaba a Adel. El ejército de Ahmad ibn Ibrahim consiguió derrotar al conjunto de etíopes y portugueses y ahorcar a De Gama, pese a lo cual el sultanato cesó en su avance contra Etiopía. Ahmad fue asesinado en 1543 durante una escaramuza.

### Desintegración del sultanato
A finales del XVI Adel, debilitado por la guerra, y especialmente por la presencia de una flota portuguesa que atacaba sus puertos, impidiendo así la mejora de su economía, terminó por dividirse en pequeños sultanatos, vasallos algunos, los situados más al norte, del imperio otomano, y el resto de Zanzíbar.